# Larry R. Squire
Larry Ryan Squire (* 4. Mai 1941) ist ein US-amerikanischer Neurowissenschaftler.
Er ist Professor für Psychiatrie, Neurowissenschaften und Psychologie an der University of California, San Diego. Sein Hauptforschungsgebiet ist das Gedächtnis.
Nach dem Studium am Oberlin College und Promotion am Massachusetts Institute of Technology (MIT), unter anderem bei Hans-Lukas Teuber, folgte ein Postdoc-Aufenthalt am Albert Einstein College of Medicine. Anschließend folgte seine Tätigkeit an der University of California, San Diego.
In den Jahren 1993 und 1994 war er Präsident der Society for Neuroscience. Squire ist seit 1993 Mitglied der National Academy of Sciences und seit 1996 Mitglied der American Academy of Arts and Sciences.
Er ist Autor zahlreicher wissenschaftlicher Publikationen. Sein h-Index (Stand 2025) beträgt 173 (laut Google Scholar).

## Auszeichnungen (Auswahl)
- 1995: Karl Spencer Lashley Award
- 2010: Ehrendoktorwürde der Fakultät Psychologie an der Universität Basel
- 2012: NAS Award for Scientific Reviewing
- 2012: Goldman-Rakic Prize

## Schriften (Auswahl)
- Memory and Brain. New York; Oxford : Oxford University Press, 1987. ISBN 0-19-504208-5.
- The History of Neuroscience in Autobiography. Edited by Larry R. Squire. Oxford: Oxford University Press.
- The biology of memory : symposium Bernried, Germany October 15th – 19th, 1989 / editors Larry R. Squire, Elke Lindenlaub. Stuttgart : New York: Schattauer, 1990. ISBN 3-7945-1387-8.
- L. R. Squire: Memory and the hippocampus: A synthesis from findings with rats, monkeys, and humans. Psychol. Rev. 99, 195–231 (1992).
- Larry Squire & Eric Kandel: Memory: From Mind to Molecules. Scientific American Library, New York 1999.
  - dt. Ausgabe: Gedächtnis. Die Natur des Erinnerns. Spektrum Akademischer Verlag, Heidelberg/Berlin/Oxford 1999, ISBN 3-8274-0522-X.
- Squire, Larry R., Stuart Zola-Morgan: The medial temporal lobe memory system. Science 253.5026 (1991): 1380-1386.
- Squire, L. R., Stark, C. E. L. & Clark, R. E.: The medial temporal lobe. Annual Review of Neuroscience 27, 279–306 (2004).
- Squire, Larry R.: The legacy of patient H.M. for neuroscience, Neuron 61 (1) (2009), p. 6–9.
- Squire, L. R., Genzel, L., Wixted, J. T., & Morris, R. G. (2015): Memory consolidation. Cold Spring Harbor perspectives in biology, 7(8), a021766.